# Cryptothele collina
Cryptothele collina là một loài nhện trong họ Zodariidae.
Loài này thuộc chi Cryptothele. Cryptothele collina được Mary Agard Pocock miêu tả năm 1901.